# Renaat Van Den Kieboom
Renaat Adriaan Maria Van Den Kieboom (Rijkevorsel, 14 november 1880 - Hoogstraten, 14 oktober 1957) was een Belgisch  ondernemer en politicus voor het Katholiek Verbond van België.

## Levensloop
Renaat Van Den Kieboom was een van de zeven kinderen van Jan Van Den Kieboom (1842-1894) en van Maria Mercelis (1844-1907). Hij trouwde met Maria Janssens, dochter van een brouwer in Hoogstraten. Ze hadden een zoon, Karel Van den Kieboom, die notaris werd in Antwerpen. Hij vestigde zich als sigarenfabrikant in Hoogstraten, in de gebouwen van de vroegere brouwerij van zijn schoonvader. 
Op politiek vlak werd hij in 1921 verkozen tot gemeenteraadslid van Hoogstraten en van 1927 tot 1932 was hij er burgemeester. In 1932 werd hij als kandidaat gesteund door de boeren verkozen tot provincieraadslid en werd onmiddellijk bestendig afgevaardigde. In 1933 was hij de, drijvende kracht achter de oprichting van de eerste coöperatieve veiling in België nl. de Katholieke Veilingsvereniging der Noorderkempen S.V. te Hoogstraten. Hij was de voorzitter van de raad van bestuur van 1933 tot 1945. Toen hij in 1939 onverwacht van op de vierde plaats verkozen werd tot katholiek volksvertegenwoordiger voor het arrondissement Turnhout, verkoos hij niet te zetelen en bestendig afgevaardigde te blijven. Hij bleef dit ook tijdens de oorlogsjaren maar ging met pensioen in januari 1944. Niettemin leidde het blijven uitoefenen van het mandaat tijdens de oorlog tot het vervallen verklaren (Regentsbesluit 16/2/1945). Deze beslissing werd echter bij KB van 31 december 1951 ingetrokken. 